# Katar-Rundfahrt 2010
Die 9. Katar-Rundfahrt (englisch Tour of Qatar) ist ein Rad-Etappenrennen. Es fand für die Frauen vom 3. bis 5. Februar und für die Männer vom 7. bis 12. Februar statt.

## Rennen der Männer
Die Katar-Rundfahrt war Teil der UCI Asia Tour 2010 und war in die Kategorie 2.1 eingestuft. Das Radrennen wurde in sechs Etappen über eine Distanz von 703,7 Kilometern ausgetragen. Es begann mit einem Mannschaftszeitfahren in der Hauptstadt Doha. Die Strecke bot keine topografischen Schwierigkeiten, so dass Sprinter die Rundfahrt dominierten.

## Etappen
| Endstand nach der 6. Etappe | Endstand nach der 6. Etappe  | Endstand nach der 6. Etappe |
| --------------------------- | ---------------------------- | --------------------------- |
| Sieger                      | Wouter Mol                   | 15:55:17 h                  |
| Zweiter                     | Geert Steurs                 | +0:35 min                   |
| Dritter                     | Tom Boonen                   | +1:45 min                   |
| Vierter                     | Roger Kluge                  | +1:59 min                   |
| Fünfter                     | Marcus Burghardt             | +2:05 min                   |
| Punktewertung               | Heinrich Haussler            | 108 P.                      |
| Zweiter                     | Tom Boonen                   | 104 P.                      |
| Dritter                     | Francesco Chicchi            | 82 P.                       |
| Nachwuchswertung            | Roger Kluge                  | 15:57:16 h                  |
| Zweiter                     | Klaas Lodewyck               | +1:01 min                   |
| Dritter                     | Nikolai Trussow              | +1:57 min                   |
| Teamwertung                 | Cervelo Test Team            | 47:32:51 h                  |
| Zweiter                     | Topsport Vlaanderen-Mercator | +0:17 min                   |
| Dritter                     | Quick Step                   | +1:26 min                   |

| Etappe    | Tag         | Start – Ziel                        | km    | Etappensieger     | Gesamterster         |
| --------- | ----------- | ----------------------------------- | ----- | ----------------- | -------------------- |
| 1. Etappe | 7. Februar  | Doha (MZF)                          | 08,2  | Team Sky          | Edvald Boasson Hagen |
| 2. Etappe | 8. Februar  | Camel Race Track – Qatar Foundation | 147   | Geert Steurs      | Wouter Mol           |
| 3. Etappe | 9. Februar  | Dukhan – Mesaieed                   | 136,5 | Tom Boonen        | Wouter Mol           |
| 4. Etappe | 10. Februar | The Pearl – Al Khor Corniche        | 146,5 | Francesco Chicchi | Wouter Mol           |
| 5. Etappe | 11. Februar | Lusail – Madīnat asch-Schamāl       | 142   | Tom Boonen        | Wouter Mol           |
| 6. Etappe | 12. Februar | al-Wakra – Doha Corniche            | 123,5 | Francesco Chicchi | Wouter Mol           |

## Rennen der Frauen
Die Katar-Rundfahrt der Frauen (Ladies Tour of Qatar) fand über eine Distanz von 314,5 Kilometern statt.
| Endstand nach der 3. Etappe | Endstand nach der 3. Etappe    | Endstand nach der 3. Etappe |
| --------------------------- | ------------------------------ | --------------------------- |
| Siegerin                    | Kirsten Wild                   | 8:18:39 h                   |
| Zweite                      | Giorgia Bronzini               | + 0:04 min                  |
| Dritte                      | Rasa Leleivytė                 | + 0:17 min                  |
| Vierte                      | Rochelle Gilmore               | + 0:19 min                  |
| Fünfte                      | Martine Bras                   | + 0:23 min                  |
| Punktewertung               | Giorgia Bronzini               | 85 P.                       |
| Zweite                      | Kirsten Wild                   | 72 P.                       |
| Dritte                      | Martine Bras                   | 63 P.                       |
| Nachwuchswertung            | Rasa Leleivytė                 | 8:16:56 h                   |
| Zweiter                     | Monique van de Ree             | + 0:07 min                  |
| Dritter                     | Pascale Jeuland                | + 0:10 min                  |
| Teamwertung                 | Safi -Pasta Zara Manhattan     | 27:54:18 h                  |
| Zweite                      | Nationalmannschaft Deutschland |                             |
| Dritte                      | Nederlands Bloeit              |                             |

| Etappe    | Tag        | Start – Ziel                             | km    | Etappensiegerin  | Gesamterste      |
| --------- | ---------- | ---------------------------------------- | ----- | ---------------- | ---------------- |
| 1. Etappe | 3. Februar | Museum of Islamic Art – Al Khor Corniche | 103,5 | Rasa Leleivytė   | Rasa Leleivytė   |
| 2. Etappe | 4. Februar | az-Zubāra – Oryx Farm                    | 107   | Giorgia Bronzini | Giorgia Bronzini |
| 3. Etappe | 5. Februar | Sealine Beach Resort – Doha Corniche     | 094   | Kirsten Wild     | Kirsten Wild     |

|  |